# Typhleotris pauliani
Typhleotris pauliani là một loài cá thuộc họ Cá bống đen. Nó là loài đặc hữu của Madagascar. Môi trường sống tự nhiên của chúng là inland karsts. Nó bị đe dọa do mất môi trường sống.